# Chokwe (etnia)
Los chokwe son una etnia de África Central que habita actualmente en Angola, República Democrática del Congo, Zambia y Namibia. Hablan chokwe, su lengua tradicional, pero también otros idiomas, dependiendo de su lugar de residencia. En torno al año 2000 se calculó su población en 1,16 millones de personas.

## Idioma
Su idioma es el chokwe, una lengua de origen bantú de la familia Níger-Congo. También es conocido como ciokwe, cokwe, djok, imo, kioko, minungo, quioco, shioko, tschiokloe, tschiokwe, tshokwe, ukhongo o ulanda. Cuenta con expresión escrita en caracteres latinos. Existe un ejemplar de la Biblia en chokwe.
A 2021 existen aproximadamente 3.540.000 personas que hablan chokwe. De ellas, 2.170.000 viven en Angola, 1.245.000 en la República Democrática del Congo, 118.000 en Zambia y 8.100 en Namibia.
Dentro del conjunto de lenguas africanas, el idioma chokwe se clasifica como: Niger-Congo/ Atlantic-Congo/ Volta-Congo/ Benue-Congo/ Bantoide/ Sudánica/ Bantú/ Central/ K/ Chokwe-Luchazi

## Territorio

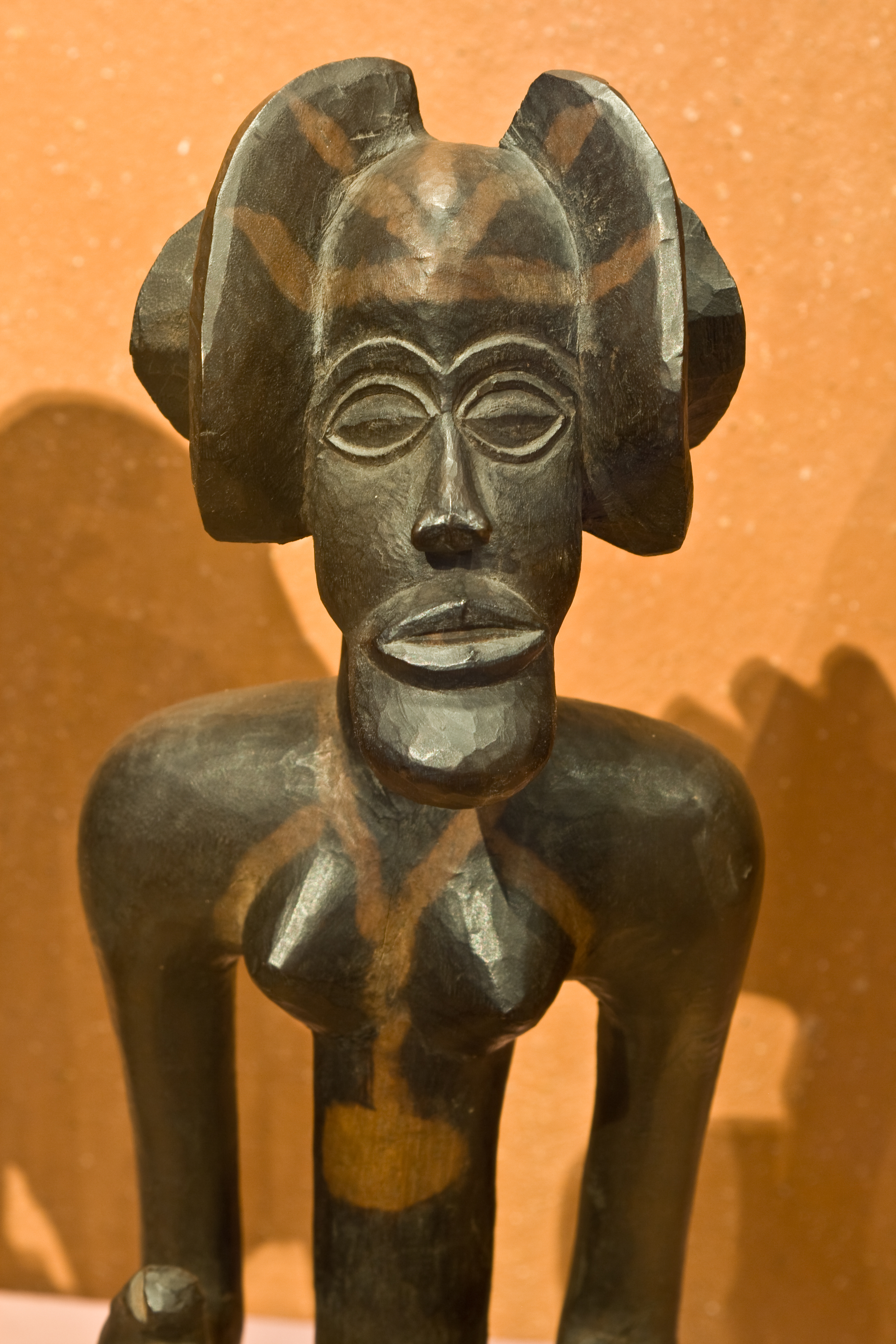
Estatua chokwe.

El territorio chokwe se fue extendiendo desde el siglo XVI por una vasta zona de África Central y Occidental. El establecimiento de reinos propios o con los lunda fue marcando las áreas de dominio, al mismo tiempo su red comercial ampliaba estos territorios dejando su huella o influencia étnica y cultural. Entre los siglos XV y principios del XX este territorio o zona de influencia abarcó regiones de los actuales estados africanos de Angola y  la República Democrática del Congo. A la vez que tiene un estrecho contacto con Zambia, Namibia, Botsuana y Mozambique.

### Geografía
La región está cubierta por una sabana boscosa interrumpida con franjas de selva tropical atravesadas por ríos, pantanos y marismas. La frontera congo-angoleña es un altiplano que se encuentra justo al sur del ecuador. Abundan los pastizales y bosques de sabana donde de mayo a octubre el clima es fresco y seco, seguido de una estación cálida y lluviosa de noviembre a abril. Varios ríos atraviesan la meseta de norte a sur  que a lo largo de los siglos dieron forma a esta región de colinas. La fertilidad de la tierra y las buenas precipitaciones favorecieron el asentamiento de agricultores y pastores a lo largo del tiempo.

### División colonial
A principios del siglo XX, las jefaturas chokwe se dividieron entre los británicos (Rodesia del Norte en la actual Zambia), los belgas (República Democrática del Congo) y los portugueses (Angola). Los territorios se convirtieron en provincias y distritos administrados por las autoridades coloniales.

### Ocupación siglosXXyXXI
La mayor concentración de habitantes y comunidades chokwe se ubica en el valle del río Kasai (Casai) en la frontera congo-angoleña; en la meseta del noreste de Angola; en el este de Bihé, oeste de Moxico y centro de Cuando (Kwango o Kuango)-Cubango. También desde 1920 en el noreste de Zambia y el norte de Namibia. Principalmente destacan las cabeceras de los ríos Kuango, Kasai y Luena.
El pueblo chokwe ocupó de forma dispersa su territorio. La mayoría vive en pequeñas aldeas y pueblos, algunos de los cuales son autónomos y otros forman parte de jefaturas. Estas ciudades o poblados en general no superan los 2.000 habitantes.

#### División administrativa
Según el registro de Ethnologue las zonas administrativas de mayor concentración de personas de habla chokwe por país son las siguientes:
- Angola: distrito noreste de Lunda, Bié oriental, Moxico occidental, Cuando Cubango central, Cunene, Malanje, Lunda Sur, Lunda Norte.[19]
- R.D. del Congo: Cerca de la frontera con Angola, al sureste de las provincias de Bandundu, Kasai-Occidental y Katanga.[20]
- Zambia: Provincia noroeste: al este del área lingüística de Mbunda[21]
- Namibia: sin datos.

## Historia
Los chokwe fueron uno de los doce clanes o pequeños reinos que formaban el Imperio lunda en los siglos XVII y XVIII. Después rechazaron pagar tributo a los lunda y proclamaron su independencia. En la década de 1890, utilizando pistolas que habían obtenido de los ovibundu, quien a su vez las habían comprado a los colonos europeos, los chowke atacaron a los lunda y desintegraron su imperio.
Sobrevivieron como reino hasta la década de 1930, cuando establecieron contacto con la Angola portuguesa y ésta se decidió a controlar su territorio.